# Cymbidium mannii
Cymbidium mannii är en orkidéart som beskrevs av Heinrich Gustav Reichenbach. Cymbidium mannii ingår i släktet Cymbidium, och familjen orkidéer. Inga underarter finns listade i Catalogue of Life.